# Дюмулен, Генрих
Ге́нрих Дю́мулен (нем. Heinrich Dumoulin) (31 мая 1905, Вевелингховен близ Гревенброх, Северный Рейн-Вестфалия, Германская империя — 21 июля 1995, Токио, Япония) — немецкий католический иезуитский теолог и религиовед, крупный исследователь дзэн-буддизма. Профессор философии и истории религии Софийского университета в Токио. Основатель Института восточных религий и директор-основатель Нанзанского института религии и культуры.

## Биография
Родился 31 мая 1905 года в Вевелингховене близ Гревенброха.
В 19 лет стал иезуитским новициатом, а в 1933 году был рукоположен в священники.
В 1935 году в составе миссии под руководством патера Хуго Эномия-Лассалли он прибыл в Токио, где стал заниматься изучением синтоизма и дзэн-буддизма.
В 1985 году Дюмулен выпустил двухтомник по истории дзэн-буддизма, который является ключевой работой и получил широкое внимание в учёном сообществе всего мире. И хотя современные исследования по некоторым вопросам приходят к другим выводам и оценкам о сущности дзэн-буддизма, книга по-прежнему часто используется и в настоящее время считается основным текстом для знакомства с дзэн-буддизмом на Западе.
Умер 21 июля 1995 года после 3 дней госпитализации. Похоронен 25 июля в Церкви святого Игната в Токио.

## Научные труды
- The Development of Chinese Zen After the Sixth Patriarch in the Light of the Mumonkan (1953, First Zen Institute of America[англ.])
- A History of Zen Buddhism (1963, Pantheon Books[англ.])
- Christianity Meets Buddhism (1974, Open Court Publishing)
- Buddhism in the Modern World (1976, Macmillan Publishing)
- Zen Enlightenment: Origins and Meaning (1979, Weatherhill[англ.])
- Geschichte des Zen Buddhismus Vol.2: Japan. Bern: Francke Verlag, 1985，382 pp.
- Zen Buddhism~A History (Vol.1) : India and China. Trans, by James Heisig and Paul Knitter. New York: Macmillan，1988，349 pp.
- Toshidd Shoin 吉田松陰. Tokyo: Nansosha, 1988，203 pp.
- Jinsei to ai 人生と愛[On human life and love] (edited by Tatsumi Toyohiko). Tokyo: Nansosha, 1989，218 pp.
- Zen Buddmsm~A History (Vol.2): Japan. Trans, by James Heisig and Paul Knitter. New York: Macmillan，1990，509 pp.
- Zen im 20. Jahrhundert. Miinchen: Kosel Verlag, 1990，189 pp.
- Dogen Zen: Kieme Schriftm der Soto Schule. Zurich/Miinchen: Theseus Verlag, 1990，112 pp.
- Begegnung- mit dem Buddhismus: Eine tLinfuhrung (Revised edition). Freiburg im Breisgau: Herder Verlag (Herder Taschenbuch 1/62)，1991，205 pp.
- Zen Buddhism in the 20th Century. Trans, by Joseph O’Leary. New York/Tokyo: Weatherhill, 1992，173 pp.
- Understanding Buddhism: Key Themes. Trans, and adapted from the German by Joseph 〇，Leary. New York/Tokyo: Weatherhill, 1994，173 pp.
- Zen Buddhism—-A History (Vol.1) : India and China (Second edition/ With a New Supplement on The Northern School of Chinese Zen"）. New York: Macmillan，1994，387 pp.
- SpiritualitUt des Buddhismus: Einheit in lebendiger Vielfalt. Mainz: Matthias Griinewald Verlag, 1995，280 pp.

[H. Dumoulin also left behind a 90-page manuscript on «Zen Buddhism in Korea，» intended as a supplement to his Zen Buddhism~A History (Vol. 2.)]
- Zen Buddhism: A History; Volume 1 India and China, (2005, World Wisdom[англ.])
- Zen Buddhism: A History; Volume 2 Japan, (2005, World Wisdom[англ.])

### На русском языке
- Дюмулен, Генрих. История дзэн-буддизма. Индия и Китай / Перевод с английского А. М. Кабанова. — СПб.: Орис, Яна-принт, 1994. — 336 с. — ISBN 5884360266
- Дюмулен, Генрих. История дзэн-буддизма / Перевод с английского Ю. В. Бондарева. — М.: Центрполиграф, 2003. — 317 с. — ISBN 5952402089